# バスク文学
本項ではバスク語文学について説明する。
バスク語の首尾一貫した句や文章の最初の例は、950年頃の聖ミリャン修道院の注解にまで遡るが、中世の氏族間抗争、カルリスタ戦争、スペイン内戦などの不安定で戦乱の起きた時代の大規模な損害によって、16世紀より前の文献は稀少になっている。
バスク語の文学活動の最も初期の現存する痕跡は16世紀に遡るが、重要な生産活動が始まったのは17世紀になってからのようである。スペインのフランコ主義時代の終わりから、標準語が形成され、教育制度にバスク語が大規模に導入されたことで、文学活動が活発化した。バスク語で書かれた文学の多くは、今でも母語話者を対象としたものが多いが、ベルナルド・アチャガのように他言語に翻訳され、世界的な評価を得ているバスク語の作家の作品もある。

## 歴史

### 16世紀

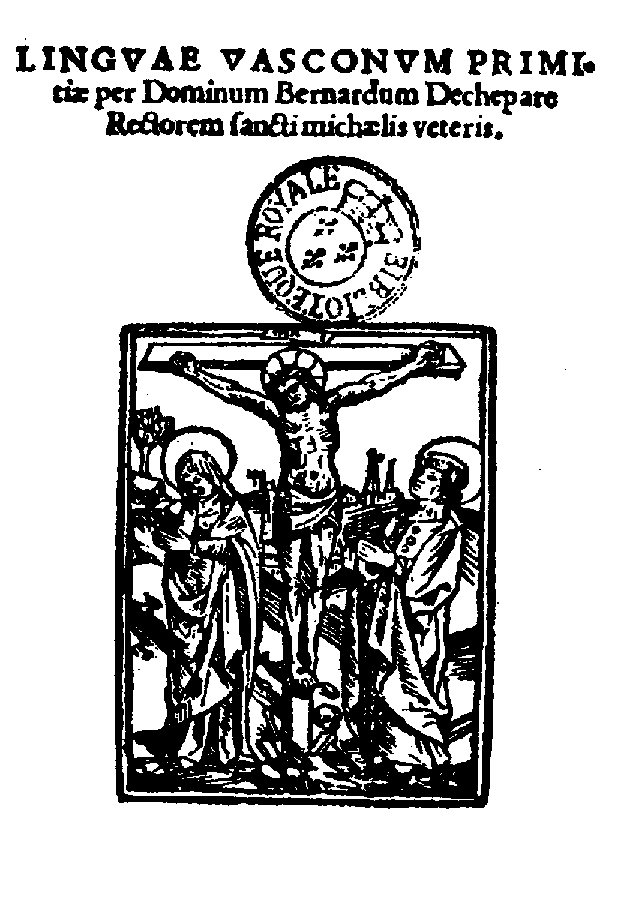
Linguæ Vasconum Primitiæの表紙

1321年の戦いを扱った「ベオティバルの戦いの歌」や、バンドス戦争の時の「モンドラゴンの炎上」など、16世紀の歌がいくつか残されている。
バスク語で書かれた最初期の散文作品は、初のメキシコ司教を務めたデュランゴ出身のビスカヤ人であるフアン・デ・スマラガが1537年に書いた手紙である。
そのわずか数年後の1545年、北バスク地方のバス＝ナヴァール出身の司祭ベルナト・エチェパレによって、詩集『バスク初文集』（Linguæ Vasconum Primitiæ）が出版された。『バスク初文集』は現存する最古のバスク語書籍である。この本の中でエチェパレは、バスク語の本が初めて出版されたことで言語と文化の活性化につながることを期待している。彼の努力が、ラテン語ではなく土語での文学創作を奨励する当時のヨーロッパの幅広い運動に影響を受けていたことは間違いない。

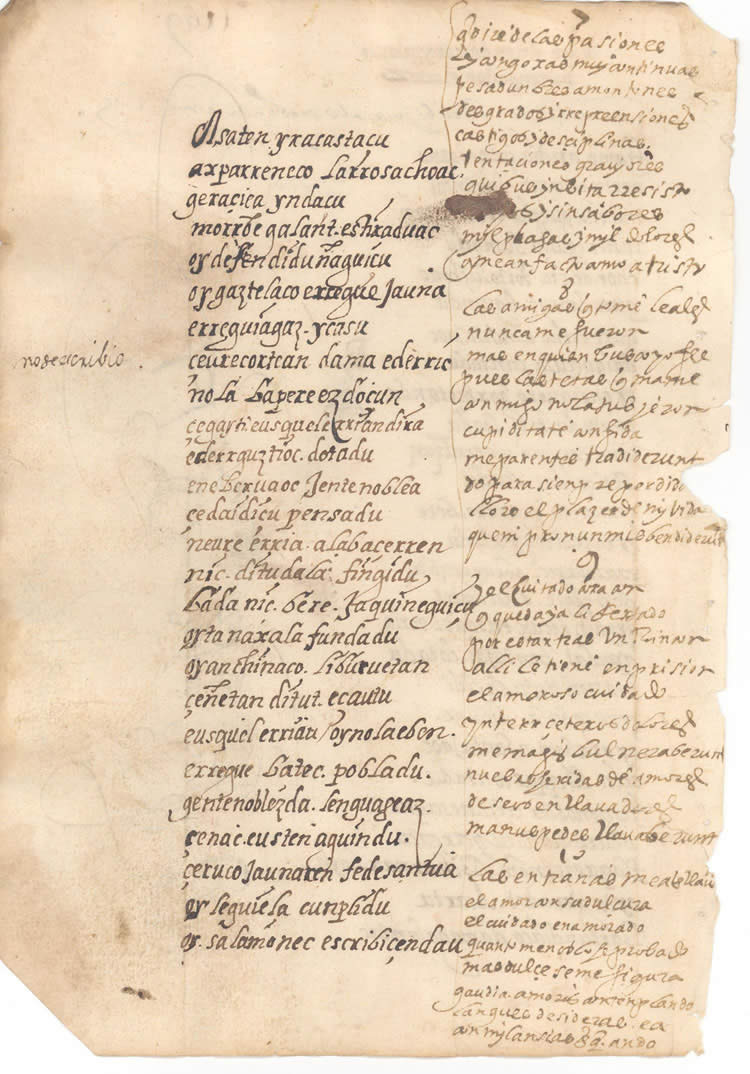
ラサラガ自身が手書きしたページ

次の出版物は、最近発見された、1564年から1567年の間にアラバ県ラレアでホアン・ペレス・デ・ラサラガ(1548?-1605)が書いた『シルベロとシルビア、ドリステオ、シレナ』という題名の牧歌劇で、現存する最古のバスク語での牧歌劇となっている。102ページ（一部損傷あり）で、初期の文章として最長のものともなっている。
1571年には、ナバラ女王ジャンヌ・ダルブレの働きかけにより、新約聖書のヨアネス・レイサラガによるラプルディア方言訳が出版された。また、彼はその他にも少数の宗教書を執筆した。その後も、バスク人をプロテスタントに改宗させることを目的とした同様の本が次々と出版された。
16世紀末には、ビスカヤ方言で書かれた作者不明の箴言集「Refranes y sentencias」がバスク地方南部で出版された。しかし、この頃になると、バスク文学の中心は、ピレネー山脈の北側、低ナバラやフランスのラブール、スールにしっかりと定まり、数世紀にわたってその状態が続いた。
これらの初期のテキストには方言の違いがはっきりと見られるが、16世紀の方言差が現在よりもかなり小さかったことも明らかである。

### 17世紀
バスク地方ではスールのサールを中心とした対抗宗教改革運動により、小規模な宗教書がぽつぽつと出版される中、17世紀で最も注目すべき作品が生まれた。これは、1643年に出版された『Gero』と呼ばれる宗教出版物で、アシュラル（ペドロ・アゲレ）の説教を文学的にまとめたものである。彼はナバラのウルダシュに生まれ、スールで活動していたが、執筆は当時バスク語の中で最も権威ある形式として確立されていたラプルディア方言で行なっていた。
今世紀の他の重要な作品は次のとおりである。
- 『Dotrina christiana』 - バスク語を最初期に学習した人物であるEstève Materreによって1617年に書かれた[1]。
- バスク語を最初期に学習した人物であるシルヴェン・プヴローの作品。彼の作品には『Giristinoaren Dotrina』（パリ、1656年）、『Filotea』（パリ、1664）、『Gudu espirituala』（パリ、1665）、『Andre Dana Maria Privilegiatua』（J. Vinson: 1892）、『Iesusen Imitacionea』（1978、Hordago）などがあり、その一部は死後に出版された。
- 1592年にモレオンに生まれたArnauld de Oihenart。バスクの平信徒で初めてバスク語で文章を書いた人物であり、1657年にパリで出版したものを皮切りに、大量の詩と重要な箴言集を生み出した。彼の文体は、今でもバスク文学史の中で最高級のものの一つとされている。
- 『Liburuhauda Ixasoco nabigacionecoa』 - マルティン・デ・オヤルサバルによって書かれ、1677年にピアレス・デチェベリが翻訳した航海に関する書物。
- 1692年にモンゴンゴ・デサンサが書いた農業技術に関する本。

ギプスコア方言とビスカヤ方言は書記方言としての地位を享受していたが、17世紀に最も一般的に使用されていた方言はラプルディア方言だった。

### 20世紀

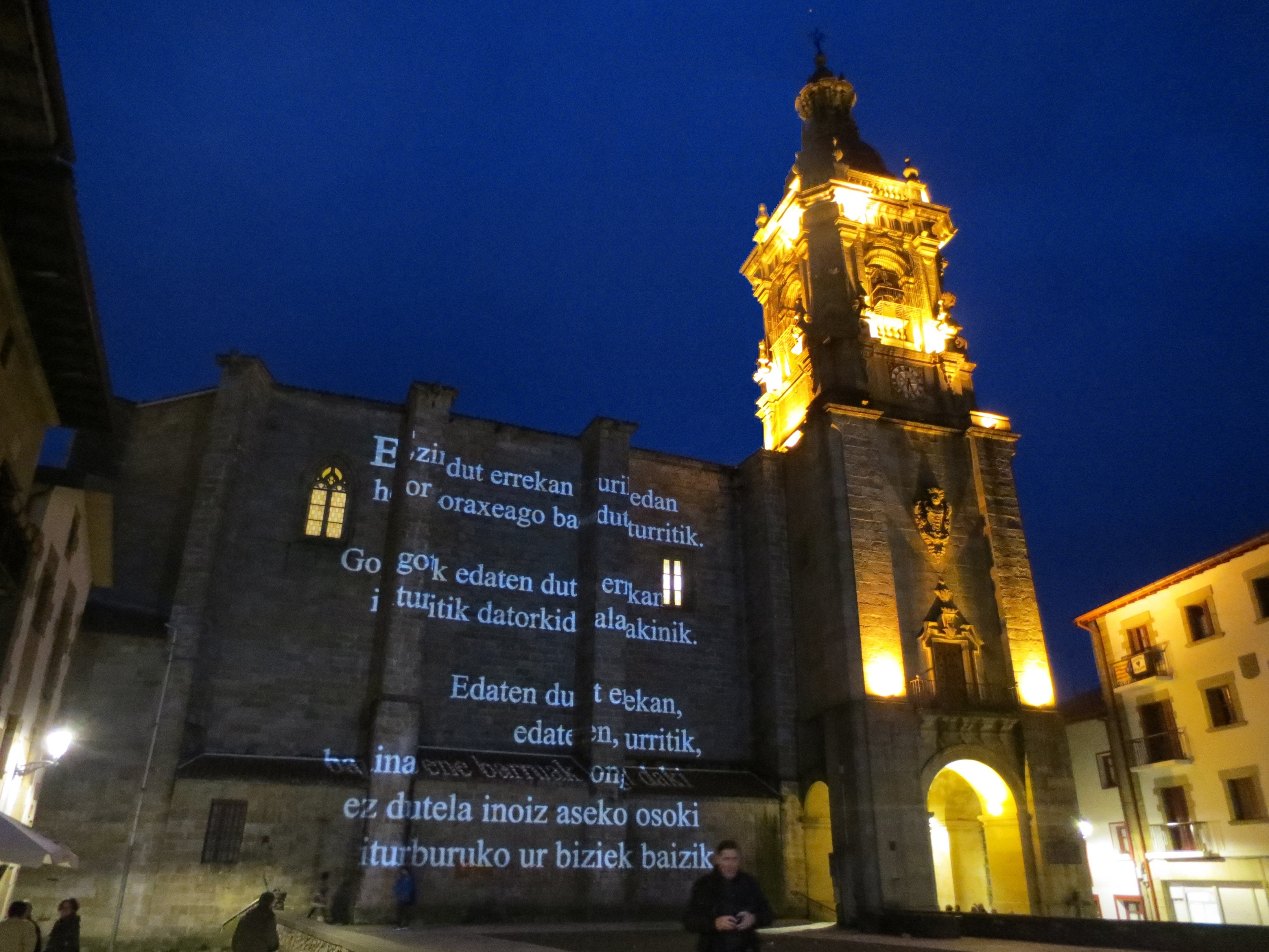
ウスルビルの教会の壁に映し出された詩人J・アルツェの詩（2018年）

20世紀のバスク文学を代表する人物としては、テレスフォロ・モンソン、サルバトレ・ミチェレナ、ガブリエル・アレスティ、ニコラス・オルマエチェア、チリャルデギ（ホセ・ルイス・アルバレス・エンパランツァのペンネーム）、ホセ・アスルメンディ、ラモン・サイサルビトリア、ベルナルド・アチャガ、ホセバ・サリオナンディアなどが挙げられる。また、スペイン語で執筆したバスクの作家は、ブラス・デ・オテロ、ガブリエル・セラヤなどがいる。
20世紀に入り、スペイン内戦の影響で、バスクの文化・文学的創作は20年近く停止した。最も影響を受けたのは、言語文化とバスク語による文章の創作だった。バスク人作家の多くは死亡したり、亡命したりしたが、彼らは本を書いたり、少部数の雑誌を創刊したりして、文学の再生を試みた。
しかし、その間に出版されなかった作品もある。スペイン・バスクでは、1950年代に、フランコ主義国家カトリック主義の検閲の影響を強く受けながらも、新しい世代がヨーロッパ的な新しいタイプの文学を書こうと努力し、内容と形式の両方を革新的なものにしていった。

## 特徴
バスク文学の歴史上の最も典型的な特徴は、現在に至るまで徐々に変化している。しかし、民俗学的、民族学的、神話的な要素を重視するなど、一貫した特徴がいくつか指摘されている。ヨン・コルタサルは、「叙事詩的な感覚と遊び心の間の不確実性」を強調している。

## 出版
1545年から1974年の間に、バスク語で出版された本は4000冊だったが、1974年から1995年の間には1万2500冊が出版された。現代のバスク語の出版は、1972年にフランス・バスク地方のバイヨンヌに拠点を置く小さな出版社、エルカル (Elkar)の設立から始まった。フランコの死後、エルカルはスペイン・バスク地方のサン・セバスティアンに第二の出版社を設立した。その後、バスク語の出版社がいくつか設立されたが、依然としてエルカルが最大の出版社であり続けている。

## 関連文献
- Azurmendi, Joxe: "Die Bedeutung der Sprache in Renaissance und Reformation und die Entstehung der baskischen Literatur im religiösen und politischen Konfliktgebiet zwischen Spanien und Frankreich" In: Wolfgang W. Moelleken (Herausgeber), Peter J. Weber (Herausgeber): Neue Forschungsarbeiten zur Kontaktlinguistik, Bonn: Dümmler, 1997. ISBN 978-3537864192
- Badiola Rentería, Prudencia, y López Sáinz, Josefina: La literatura en lengua vasca. Editorial Cincel, 1981. ISBN 84-7046-248-2.
- López Gaseni, José Manuel: Historia de la literatura vasca. Acento Editorial, 2002. ISBN 84-483-0683-X.
- 1 Euskara eta Literatura (Batxillergo)/ 2 Euskara eta Literatura (Batxillergo). Elkar ISBN 84-9783-171-3, 84-9783-214-0
- Axular Pedro Dagerre Azpilikueta -Gero- Egin Biblioteka (La Navarra)
- Juan Juaristi, Literatura Vasca, Madrid, Taurus, 1987
- J.M.Lekuona "Ahozko literaturaren historia" Euskal Herria. Vol 1, San Sebastián, Jakin, 1984.
- El fuero Privilegios, Franquezas y Libertas del M.N. y M.L. Señoría de Vizcaya, Bilbao, 1977.
- Del bertsolarismo silenciado (Silenced bertsolaritza) Larrañaga Odriozola, Carmen, Eusko Ikaskuntza.
- Gabilondo, Joseba. Before Babel: A History of Basque Literatures. Barbaroak, 2016. Available online at: https://www.academia.edu/22934388/Before_Babel_A_History_of_Basque_Literatures_2016_open_access_book_
- Olaziregi, Mari Jose: Basque Literary History, Reno, Center for Basque Studies/University of Nevada, 2012. ISBN 978-1-935709-19-0